# حمام أميرية
حمام أميرية (بالفارسية: حمام امیریه) هو حمام تاريخي يعود إلى القاجاريون، ويقع في مقاطعة شاهرود.